# リカス・スタジアム
リカス・スタジアム(マレー語: Stadium Likas、英: Likas Stadium)は、マレーシアのサバ州コタキナバルのリカス・スポーツコンプレックス内にある多目的スタジアムである。

## 概要
2002年にサバ州が開催したマレーシアの国民体育大会であるスクマ・ゲームズに向け、2001年に設立された。収容人数は35,000人。主にサッカーの試合に用いられ、マレーシアサッカーリーグに所属するサバFAがホームスタジアムとして使用している他、ボルネオ国際マラソンのスタート、ゴール地点としても使用されている。

## 交通アクセス
コタキナバル国際空港よりタクシーで約20～25分。